# Spiraviridae
Spiraviridae es una familia de virus de ADN monocatenario que infectan arqueas termófilas.
Los virus se aislaron de una fuente termal costera en la isla de Kyushu, Japón con temperaturas que alcanzaron los 100 °C.

## Descripción
Los viriones tienen forma de bobina cilíndrica y miden 230 ± 10 × 19 ± 1 nm de ancho, con apéndices de 20 ± 2 nm en cada extremo. No poseen envoltura vírica. El genoma es de ADN circular de cadena positiva formado por 24.893 nucleótidos. El genoma contiene 57 marcos de lectura abiertos (ORF) predichos mayores de 40 codones que ocupan el 93.5% del genoma. Todos menos uno de estos ORF están presentes en la cadena de ADN que está empaquetada en los viriones, lo que indica que el genoma es de sentido positivo. La complejidad funcional del genoma de los virus es mucho mayor que la observada para cualquier otro virus ssADN conocido.
Los viriones tienen dos proteínas principales con masas moleculares de aproximadamente 23 y 18,5 kDa, y algunas proteínas menores con masas moleculares de 5 a 13 kDa. La morfología en forma de bobina representa un tipo de morfotipo específico de los viriones arqueanos. La replicación se produce por infección crítica sin ciclo lítico. El virus no codifica ADN y ARN polimerasas identificables y es probable que dependa de los mecanismos del huésped para la replicación y transcripción del genoma.
La forma del virión no tiene ninguna relación conocida con otros virus. Sin embargo, algunos otros virus de arqueas también tienen viriones en forma de espiral o formas inusuales, lo que puede indicar que dicha morfología es una forma antigua que no está representada entre los virus que infectan eucariotas y otros procariotas.